# قلب
قَلب یا دِل (به انگلیسی: Heart) یا گاهی گِش، یک عضو ماهیچه‌ای است که در اکثر جانوران وجود دارد. این عضو، خون را از طریق رگ‌های خونی پمپاژ می‌کند. قلب و رگ‌های خونی به همراه هم دستگاه گردش خون را تشکیل می‌دهند. خون پمپاژ شده، اکسیژن و مواد مغذی را به بافت‌ها حمل می‌کند و در عین حال، پسماند سوخت‌وساز مانند کربن دی‌اکسید را به شش‌ها می‌برد. در انسان‌ها، قلب به اندازه یک مشت بسته است و در میان شش‌ها، در محفظه میانی قفسه سینه به نام مدیاستن قرار دارد.
در انسان‌ها، دیگر پستانداران و پرندگان، قلب به چهار حفره تقسیم می‌شود: دهلیزهای چپ و راست در بالا و بطن‌های چپ و راست در پایین. معمولاً، دهلیز و بطن راست را به‌عنوان قلب راست و همتایان آنها را به‌عنوان قلب چپ می‌نامند. برعکس، ماهی‌ها دارای دو حفره، یک دهلیز و یک بطن هستند، در حالی که اکثر خزندگان سه حفره دارند. در یک قلب سالم، خون به دلیل وجود دریچه‌های قلب، به‌صورت یک‌طرفه از قلب عبور می‌کند که از برگشت خون جلوگیری می‌کند. قلب در یک غشای محافظ به نام پریکارد قرار دارد که حاوی مقدار کمی مایع است. دیوارهٔ قلب از سه لایه تشکیل شده است: اپیکاردیوم، میوکاردیوم و آندوکارد. در تمام مهره‌داران، قلب دارای جهت‌گیری غیرمتعادل است و تقریباً همواره در سمت چپ قرار دارد. طبق یکی از نظریه‌ها، این موضوع ناشی از چرخش محوری در جنین در مراحل اولیه رشد است.
قلب با ریتمی که توسط گروهی از سلول‌های ضربان‌ساز در گره سینوسی-دهلیزی تعیین می‌شود، خون را پمپ می‌کند. این سلول‌ها جریان الکتریکی تولید می‌کنند که باعث انقباض قلب شده و از طریق گره دهلیزی‌بطنی و سامانه هدایتی قلب منتقل می‌شود. در انسان‌ها، خون فاقد اکسیژن از طریق دهلیز راست وارد قلب می‌شود و از سیاهرگ‌های بزرگ فوقانی و تحتانی به بطن راست منتقل می‌شود. از آنجا، خون به گردش خون ششی پمپ می‌شود تا به شش‌ها برود، جایی که اکسیژن دریافت کرده و کربن دی‌اکسید را آزاد می‌کند. سپس خون اکسیژن‌دار به دهلیز چپ برمی‌گردد، از بطن چپ عبور کرده و از طریق آئورت به گردش خون سیستمیک پمپ می‌شود. در این مسیر، خون از طریق سرخرگ‌ها، آرتریول‌ها و مویرگ‌ها عبور می‌کند–جایی که مواد مغذی و سایر مواد بین رگ‌های خونی و سلول‌ها مبادله می‌شوند و خون اکسیژن خود را از دست داده و کربن دی‌اکسید را جذب می‌کند–پیش از آنکه از طریق ونول‌ها و سیاهرگ‌ها به قلب بازگردد. قلب در حالت استراحت نزدیک به ۷۲ ضربه در دقیقه می‌زند. تمرین بدنی به‌طور موقتی نرخ ضربان را افزایش می‌دهد، اما در درازمدت آن را کاهش می‌دهد و به سلامت قلب کمک می‌کند.
بیماری‌های قلبی-عروقی به‌عنوان شایع‌ترین علت مرگ در سطح جهان شناخته می‌شوند و تا سال ۲۰۰۸ حدود ۳۰٪ از تمام مرگ‌های انسانی را شامل می‌شوند. از این تعداد، بیش از سه‌چهارم ناشی از بیماری سرخرگ کرونری و سکته مغزی است. عوامل خطر شامل: سیگار کشیدن، اضافه وزن، کم‌تحرکی، کلسترول بالا، فشار خون بالا و دیابت کنترل‌نشده هستند. بیماری‌های قلبی-عروقی به‌طور معمول علائمی ندارند، اما ممکن است باعث درد قفسه سینه یا تنگی نفس شوند. تشخیص بیماری قلبی معمولاً با اخذ شرح حال، گوش دادن به صداهای قلب با استفاده از گوشی پزشکی و همچنین با استفاده از نوار قلب و اکوکاردیوگرام که از فراصوت بهره می‌برد، انجام می‌شود. متخصصانی که بر روی بیماری‌های قلب تمرکز دارند به نام کاردیولوژیست شناخته می‌شوند، اگرچه بسیاری از تخصص‌های پزشکی ممکن است در درمان این بیماری‌ها دخیل باشند.

## ساختار

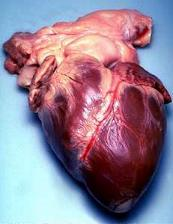
قلب انسان در حین کالبدگشایی

سازوکار کار کردن قلب

### مکان و شکل

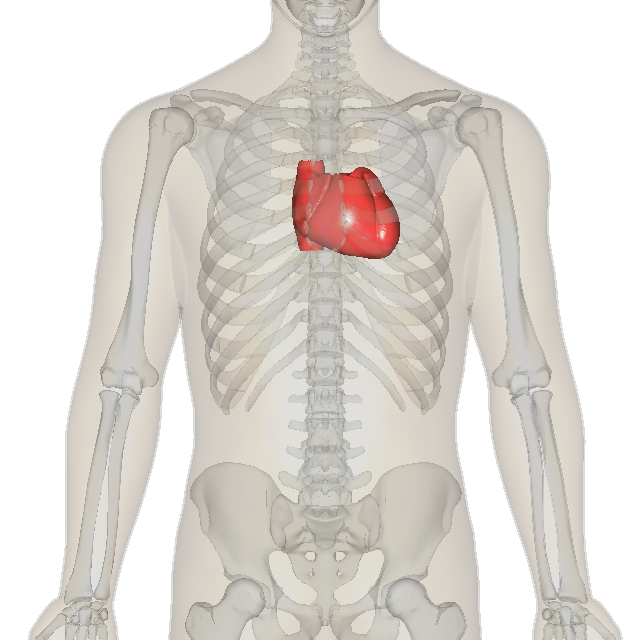
قلب انسان در وسط سینه قرار دارد که راس آن به سمت چپ است.

قلب انسان در مدیاستن، در سطح مهره‌های سینه‌ای تی۵-تی۸ قرار دارد. قلب توسط یک کیسه دو لایه به نام پریکارد احاطه شده است که به مدیاستن متصل می‌شود. سطح پشتی قلب در نزدیکی ستون فقرات قرار دارد، و سطح جلویی آن که به نام سطح استرنوکوستال شناخته می‌شود، در پشت جناغ و غضروف‌های دنده‌ای واقع شده است. قسمت بالایی قلب نقطه اتصال چندین رگ خونی بزرگ شامل بزرگ‌سیاهرگ‌ها، آئورت و سرخرگ ریوی است. این قسمت در سطح سومین غضروف دنده‌ای قرار دارد. نوک پایینی قلب، که به آن اپکس گفته می‌شود، در سمت چپ جناغ (۸ تا ۹ سانتی‌متر از خط میانی جناغ) و بین اتصال دنده‌های چهارم و پنجم در نزدیکی مفصل آنها با غضروف دنده‌ای قرار دارد.
بخش عمده‌ای از قلب معمولاً کمی به سمت چپ قفسه سینه متمایل است (لووکاردیا). در یک اختلال نادر مادرزادی (دکستروکاردیا)، قلب به سمت راست جابجا می‌شود اما به نظر می‌رسد در سمت چپ قرار دارد، زیرا نیمه چپ قلب قوی‌تر و بزرگ‌تر است و خون را به تمامی قسمت‌های بدن پمپاژ می‌کند. از آنجا که قلب بین دو شش قرار دارد، شش چپ نسبت به شش راست کوچک‌تر است و دارای فرورفتگی‌ای به نام شکاف قلبی برای جایگیری قلب است. قلب به شکل مخروط است که پایه آن به سمت بالا قرار گرفته و به سمت اپکس باریک می‌شود. وزن قلب در یک فرد بالغ بین ۲۵۰–۳۵۰ گرم (۹–۱۲ اونس) است. اغلب گفته می‌شود که اندازه قلب به اندازه یک مشت است: ۱۲ سانتی‌متر طول، ۸ سانتی‌متر عرض و ۶ سانتی‌متر ضخامت، اما این توصیف گاهی مورد اختلاف است، زیرا قلب احتمالاً کمی بزرگ‌تر است. در ورزشکاران حرفه‌ای، قلب می‌تواند به دلیل تأثیرات ورزش روی ماهیچه قلب بسیار بزرگ‌تر شود، مشابه واکنش ماهیچه‌های اسکلتی به تمرینات.

### حفره‌ها

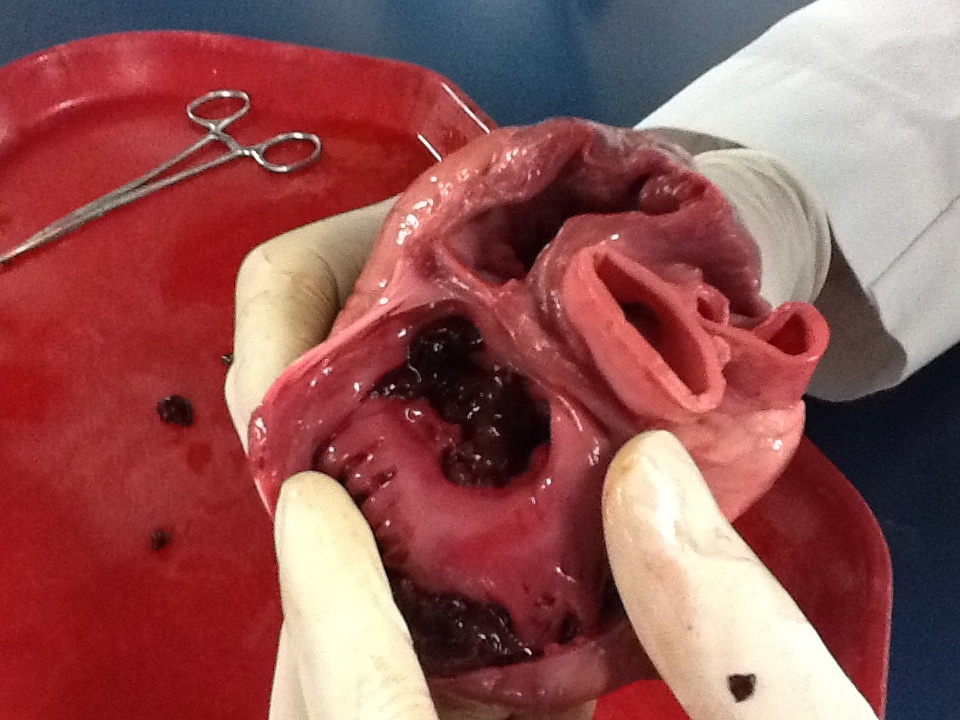
قلب در حال تشریح است و بطن‌های راست و چپ را از بالا نشان می‌دهد

قلب دارای چهار حفره است، دو حفره بالایی به نام دهلیزها (حفره‌های دریافت‌کننده) و دو حفره پایینی به نام بطن‌ها (حفره‌های تخلیه‌کننده). دهلیزها از طریق دریچه‌های دهلیزی-بطنی که در دیواره دهلیزی-بطنی قرار دارند، به بطن‌ها باز می‌شوند. این تمایز در سطح خارجی قلب به صورت شیار تاجی نیز دیده می‌شود. در قسمت بالایی دهلیز راست، ساختاری گوش‌مانند به نام زائده دهلیزی راست یا اوریکول راست وجود دارد. مشابه آن، در دهلیز چپ نیز زائده‌ای به نام زائده دهلیزی چپ دیده می‌شود.‌ دهلیز راست و بطن راست گاهی با هم به عنوان قلب راست شناخته می‌شوند. به طور مشابه، دهلیز چپ و بطن چپ نیز به عنوان قلب چپ نامیده می‌شوند. بطن‌ها توسط دیواره بین‌بطنی از یکدیگر جدا شده‌اند که این جدایی در سطح خارجی قلب به صورت شیار بین‌بطنی قدامی و شیار درون‌بطنی پسین نمایان است.
اسکلت فیبری قلب ساختار قلب را شکل می‌دهد. این اسکلت، دیواره دهلیزی-بطنی را تشکیل می‌دهد که دهلیزها را از بطن‌ها جدا می‌کند و حلقه‌های فیبری را فراهم می‌آورد که به عنوان پایه‌های چهار دریچه قلب عمل می‌کنند. اسکلت فیبری قلب همچنین مرز مهمی در سیستم هدایت الکتریکی قلب ایجاد می‌کند، زیرا کلاژن توانایی هدایت الکتریسیته را ندارد. دیواره بین‌دهلیزی دهلیزها را از یکدیگر جدا می‌کند و دیواره بین‌بطنی بطن‌ها را از هم تفکیک می‌کند. دیواره بین‌بطنی بسیار ضخیم‌تر از دیواره بین‌دهلیزی است، زیرا بطن‌ها هنگام انقباض باید فشار بسیار بیشتری ایجاد کنند.

#### دریچه‌ها

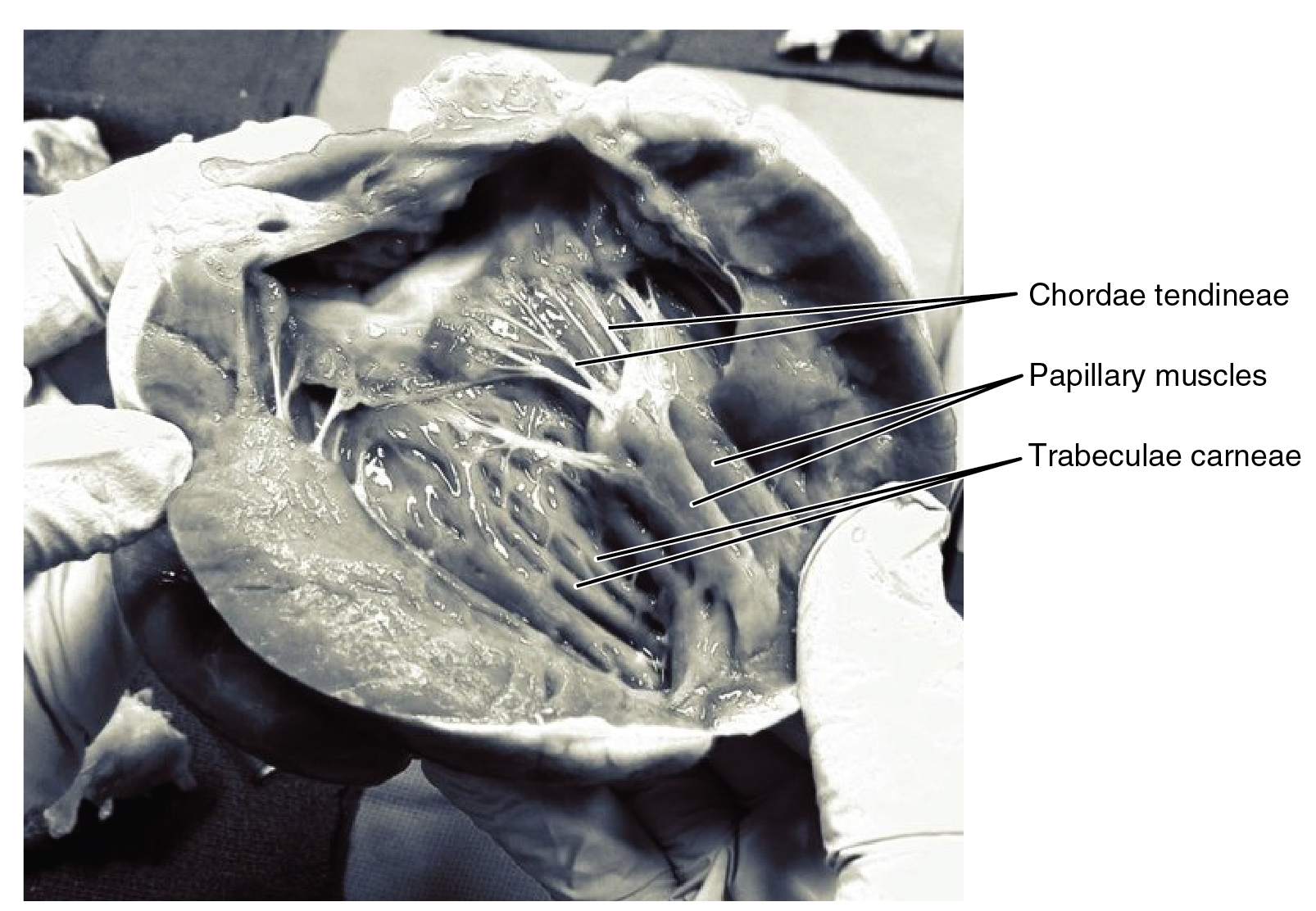
بخش جلویی نشان‌دهنده ماهیچه پاپیلاری متصل به دریچه سه‌لتی در سمت راست و دریچه میترال در سمت چپ از طریق رشته‌های قلب است.

قلب دارای چهار دریچه است که حفره‌های آن را از یکدیگر جدا می‌کنند. یک دریچه بین هر دهلیز و بطن قرار دارد، و یک دریچه در خروجی هر بطن وجود دارد.
دریچه‌هایی که بین دهلیزها و بطن‌ها قرار دارند، دریچه‌های دهلیزی-بطنی نامیده می‌شوند. بین دهلیز راست و بطن راست، دریچه سه‌لتی (تری‌کوسپید) قرار دارد. این دریچه دارای سه لت یا کاسپ است که از طریق رشته‌های قلب به سه ماهیچه پاپیلاری متصل می‌شوند. این ماهیچه‌ها بر اساس موقعیت نسبی‌شان به نام‌های قدامی، خلفی و سپتالی شناخته می‌شوند. بین دهلیز چپ و بطن چپ، دریچه میترال قرار دارد. این دریچه به دلیل داشتن دو لت به نام دریچه دولتی (بای‌کوسپید) نیز شناخته می‌شود. این دو لت که شامل لت قدامی و خلفی هستند، از طریق رشته‌های قلب به دو ماهیچه پاپیلاری که از دیواره بطن بیرون زده‌اند، متصل می‌شوند.
ماهیچه‌های پاپیلاری از دیواره‌های قلب به دریچه‌ها متصل می‌شوند و این اتصال از طریق ساختارهای غضروفی به نام رشته‌های قلب برقرار است. این ماهیچه‌ها از بازگشت بیش از حد دریچه‌ها به سمت عقب هنگام بسته شدن جلوگیری می‌کنند. در مرحله استراحت چرخه قلبی، عضلات پاپیلاری نیز در حالت استراحت قرار دارند و تنش روی رشته‌های قلب کم است. اما با انقباض حفره‌های قلب، عضلات پاپیلاری نیز منقبض می‌شوند. این انقباض باعث ایجاد تنش در ماهیچه‌های پاپیلاری می‌شود و به نگه داشتن لت‌های دریچه‌های دهلیزی-بطنی در جای خود کمک می‌کند و مانع از برگشت آنها به داخل دهلیزها می‌شود.
دو دریچه دیگر به نام دریچه‌های نیمه‌هلالی (سمی‌لونار) در خروجی هر یک از بطن‌ها قرار دارند. دریچه ریوی در پایه سرخرگ ریوی قرار دارد و دارای سه لت است که به عضلات پاپیلاری متصل نیستند. زمانی که بطن در حالت استراحت است، خون از سرخرگ به سمت بطن بازمی‌گردد و این جریان خون حفره‌های کیسه‌مانند دریچه را پر می‌کند. فشار خون روی لت‌ها باعث بسته شدن دریچه می‌شود. دریچه آئورتی نیمه‌هلالی نیز در پایه آئورت قرار دارد و به ماهیچه‌های پاپیلاری متصل نیست. این دریچه نیز دارای سه لت است که با فشار خون بازگشتی از آئورت بسته می‌شوند و مانع از بازگشت خون به بطن می‌گردند.

#### قلب راست
قلب راست شامل دو حفره است، دهلیز راست و بطن راست، که توسط دریچه‌ای به نام دریچه سه‌لتی از یکدیگر جدا می‌شوند.
دهلیز راست تقریباً به طور مداوم خون را از دو سیاهرگ بزرگ بدن، یعنی بزرگ‌سیاهرگ‌های فوقانی و تحتانی دریافت می‌کند. مقدار کمی از خون نیز از طریق سینوس تاجی، که درست بالای دهانه ورید اجوف تحتانی و به سمت مرکز آن قرار دارد، از گردش کرونری به دهلیز راست تخلیه می‌شود. در دیواره دهلیز راست، یک فرورفتگی بیضی‌شکل به نام گودی بیضی وجود دارد که بقایای یک دهانه در قلب جنینی به نام فورامن اوال است. بیشتر سطح داخلی دهلیز راست صاف است، فرورفتگی گودی بیضی در سمت میانی قرار دارد، و سطح جلویی آن دارای برجستگی‌های ماهیچه‌ای قابل‌توجهی به نام ماهیچه‌های شانه‌مانند است. این ماهیچه‌ها در زائده دهلیزی راست نیز حضور دارند.
دهلیز راست از طریق دریچه سه‌لتی به بطن راست متصل است. دیواره‌های بطن راست با ساختارهایی به نام ترابکولی کارنئی پوشیده شده‌اند، که برجستگی‌های ماهیچه قلبی هستند و توسط اندوکارد پوشش داده می‌شوند. علاوه بر این برجستگی‌های ماهیچه‌ای، نواری از ماهیچه قلبی که با اندوکارد پوشیده شده و با نام نوار تعدیل‌کننده شناخته می‌شود، دیواره‌های نازک بطن راست را تقویت می‌کند و نقش مهمی در هدایت الکتریکی قلب ایفا می‌کند. این نوار از بخش پایینی دیواره بین‌بطنی شروع شده و از فضای داخلی بطن راست عبور می‌کند تا به ماهیچه پاپیلاری تحتانی متصل شود. بطن راست به سمت سرخرگ ریوی باریک می‌شود و هنگام انقباض، خون را به درون این سرخرگ می‌راند. سرخرگ ریوی به دو شاخه سرخرگ ریوی چپ و راست تقسیم می‌شود که خون را به هر یک از شش‌ها منتقل می‌کنند. دریچه ریوی بین قلب راست و سرخرگ ریوی قرار دارد و از بازگشت خون از سرخرگ به بطن جلوگیری می‌کند.

#### قلب چپ
قلب چپ شامل دو حفره است: دهلیز چپ و بطن چپ، که توسط دریچه میترال از یکدیگر جدا می‌شوند.
دهلیز چپ خون اکسیژن‌دار را از طریق یکی از چهار سیاهرگ ریوی که از شش‌ها بازمی‌گردند، دریافت می‌کند. دهلیز چپ یک برآمدگی به نام زائده دهلیزی چپ دارد. مشابه دهلیز راست، دهلیز چپ نیز دارای ماهیچه‌های شانه‌مانند در پوشش داخلی خود است. دهلیز چپ از طریق دریچه میترال به بطن چپ متصل می‌شود.
بطن چپ بسیار ضخیم‌تر از بطن راست است، زیرا برای پمپاژ خون به تمام بدن به نیروی بیشتری نیاز دارد. همانند بطن راست، بطن چپ نیز دارای ترابکولی کارنئی است، اما نوار تعدیل‌کننده در آن وجود ندارد. بطن چپ خون را از طریق دریچه آئورتی به آئورت و در نهایت به سراسر بدن پمپاژ می‌کند. در بالای دریچه آئورتی، دو دهانه کوچک وجود دارد که خون را به ماهیچه قلب می‌رسانند؛ سرخرگ کرونری چپ در بالای لت چپ دریچه و سرخرگ کرونری راست در بالای لت راست قرار دارند.

### دیواره

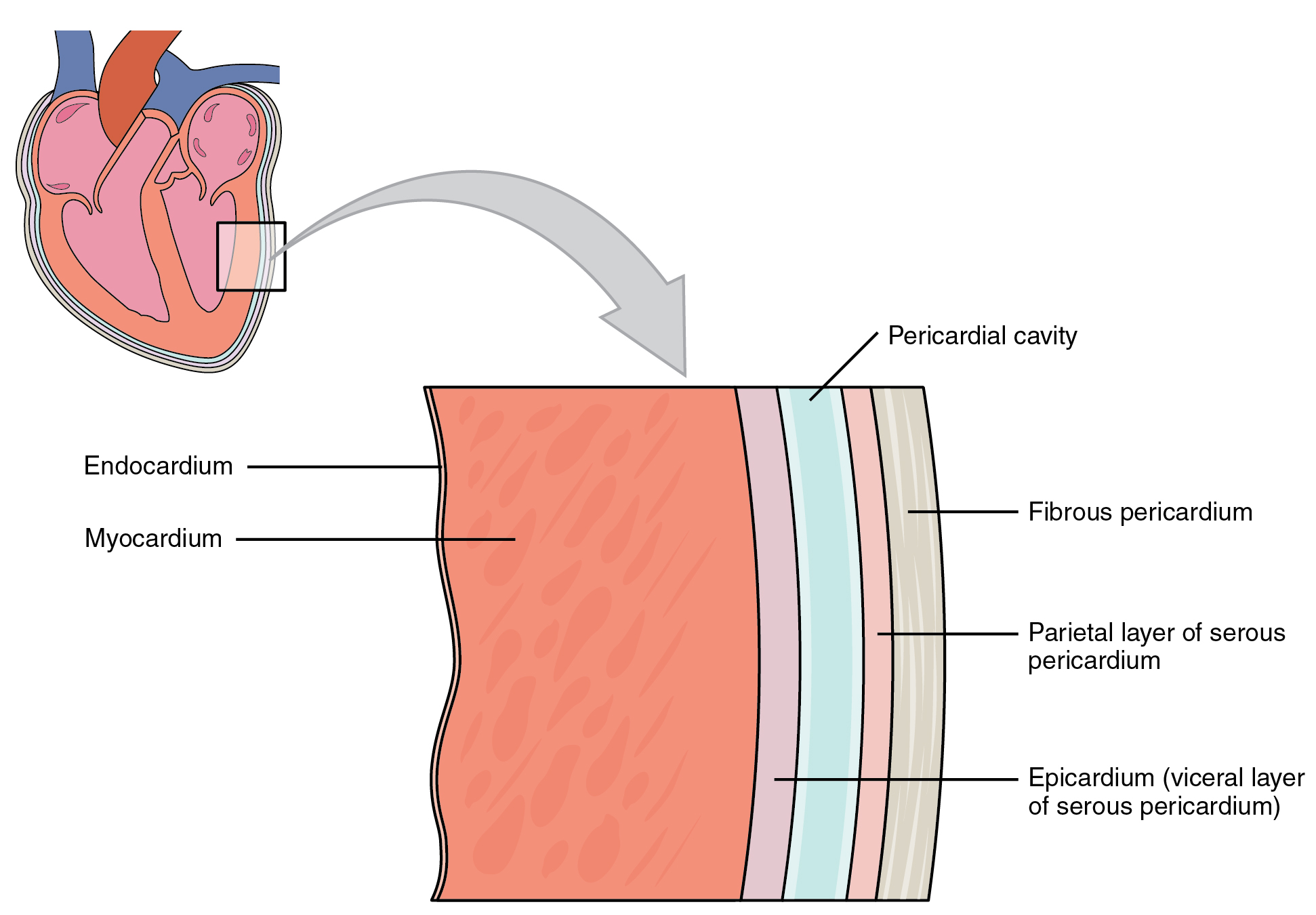
لایه‌های دیواره قلب، از جلمه پریکارد احشایی و جداری

دیواره قلب از سه لایه تشکیل شده است: آندوکارد (لایه داخلی)، میوکارد (لایه میانی) و اپیکارد (لایه خارجی). این سه لایه توسط یک کیسه دولایه به نام پریکارد احاطه شده‌اند.
آندوکارد که داخلی‌ترین لایه قلب است، از بافت پوششی سنگفرشی ساده تشکیل شده و حفره‌های قلب و دریچه‌ها را می‌پوشاند. این لایه با اندوتلیوم سیاهرگ‌ها و سرخرگ‌های قلب پیوسته است و از طریق لایه نازکی از بافت همبند به میوکارد متصل می‌شود. آندوکارد همچنین با ترشح موادی به نام اندوتلین‌ها ممکن است نقشی در تنظیم انقباضات میوکارد ایفا کند. این ترشحات می‌توانند به عملکرد بهتر ماهیچه قلب کمک کنند.

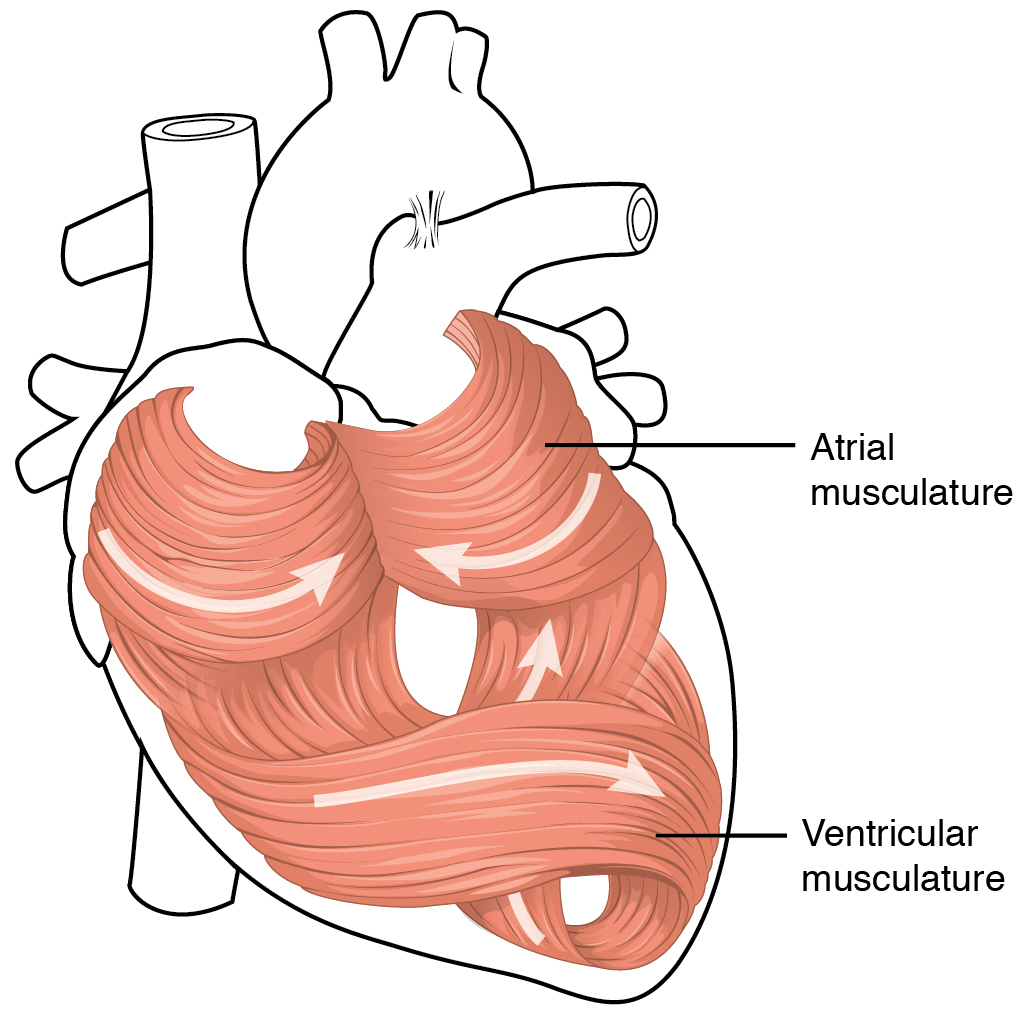
الگوی چرخشی میوکارد به پمپاژ موثر قلب کمک می‌کند

لایه میانی دیواره قلب میوکارد نام دارد که از ماهیچه قلبی تشکیل شده است. این ماهیچه نوعی بافت ماهیچه‌ای مخطط غیرارادی است که در یک چارچوب از کلاژن احاطه شده است. الگوی ماهیچه قلب بسیار ظریف و پیچیده است؛ سلول‌های ماهیچه‌ای به صورت مارپیچ و چرخشی اطراف حفره‌های قلب قرار گرفته‌اند. ماهیچه‌های خارجی یک الگوی شکل 8 را اطراف دهلیزها و پایه‌های رگ‌های بزرگ ایجاد می‌کنند، در حالی که عضلات داخلی نیز الگوی مشابهی را اطراف دو بطن تشکیل داده و به سمت نوک قلب پیش می‌روند. این الگوی پیچیده و چرخشی به قلب کمک می‌کند تا خون را به شکل مؤثرتری پمپاژ کند و عملکرد بهینه‌ای داشته باشد.
ماهیچه قلبی شامل دو نوع سلول است: سلول‌های قلبی که توانایی انقباض دارند، و سلول‌های ضربان‌ساز که سیستم هدایتی قلب را تشکیل می‌دهند. سلول‌های عضلانی بخش عمده‌ای (۹۹٪) از سلول‌های دهلیزها و بطن‌ها را تشکیل می‌دهند. این سلول‌های انقباضی توسط ساختارهایی به نام صفحات بینابینی به یکدیگر متصل هستند. این صفحات امکان پاسخ سریع به پتانسیل عمل ایجادشده توسط سلول‌های ضربان‌ساز را فراهم می‌کنند. این ویژگی به سلول‌ها اجازه می‌دهد تا به صورت یک سین‌سیتیوم عمل کنند و انقباضات هماهنگی را ایجاد کنند که باعث پمپاژ خون به قلب و سرخرگ‌های بزرگ می‌شود. سلول‌های ضربان‌ساز تنها ۱٪ از سلول‌ها را تشکیل می‌دهند و سیستم هدایت الکتریکی قلب را می‌سازند. این سلول‌ها به طور کلی کوچک‌تر از سلول‌های انقباضی هستند و تعداد کمی تارچه دارند که توانایی انقباض آنها را محدود می‌کند. عملکرد آنها از جهات زیادی مشابه نورون‌ها است. بافت ماهیچه قلبی ویژگی خودریتمیک دارد، به این معنا که می‌تواند پتانسیل عمل قلبی را با نرخ ثابت تولید کند و این تحریک را به سرعت از یک سلول به سلول دیگر منتقل کند تا انقباض کل قلب را آغاز کند.
در سلول‌های ماهیچه قلبی، پروتئین‌های خاصی بیان می‌شوند که بیشتر با انقباض ماهیچه‌ای مرتبط هستند و با مولکول‌های اکتین، میوزین، تروپومیوزین و تروپونین پیوند برقرار می‌کنند. این پروتئین‌ها شامل MYH6، ACTC1، TNNI3، CDH2 و PKP2 هستند. علاوه بر این، پروتئین‌های دیگری نیز مانند MYH7 و LDB3 در سلول‌های ماهیچه قلبی بیان می‌شوند که در ماهیچه اسکلتی نیز وجود دارند.

### پریکارد
پریکارد کیسه‌ای است که قلب را احاطه کرده است. سطح بیرونی محکم پریکارد با نام غشای فیبری شناخته می‌شود. این غشا توسط یک غشای داخلی دوتایی به نام غشای سروزی پوشانده شده است که مایع پریکاردیال تولید می‌کند تا سطح قلب را روان کند. بخشی از غشای سروزی که به غشای فیبری متصل است، با نام پریکارد جداری شناخته می‌شود، در حالی که بخشی از آن که به قلب متصل است، به نام پریکارد احشایی شناخته می‌شود. پریکارد برای روان‌سازی حرکت قلب نسبت به سایر ساختارها درون قفسه سینه، حفظ پایداری موقعیت قلب در قفسه سینه و محافظت از قلب در برابر عفونت‌ها وجود دارد.

### گردش خون کرونری

تامین سرخرگی قلب (قرمز)، با سایر نواحی با برچسب (آبی)

بافت قلب، مانند تمام سلول‌های بدن، به تأمین اکسیژن، مواد مغذی و روشی برای دفع مواد زائد متابولیکی نیاز دارد. این نیازها از طریق گردش خون کرونری تأمین می‌شوند که شامل سرخرگ‌ها، سیاهرگ‌ها و رگ‌های لنفی است. جریان خون از طریق عروق کرونری به صورت نوسانی انجام می‌شود و به انقباض یا آرامش ماهیچه قلب وابسته است.
بافت قلب خون مورد نیاز خود را از دو سرخرگ دریافت می‌کند که درست بالای دریچه آئورت منشأ می‌گیرند: سرخرگ کرونری اصلی چپ و سرخرگ کرونری راست. سرخرگ کرونری اصلی چپ پس از خروج از آئورت به دو شاخه تقسیم می‌شود، سرخرگ نزولی پیشین چپ و شریان حلقوی چپ، سرخرگ نزولی پیشین، بافت قلب، قسمت جلویی، بخش بیرونی و دیواره بطن چپ را خون‌رسانی می‌کند. این کار از طریق انشعابات کوچک‌تر مانند شاخه‌های مورب و شاخه‌های دیواره‌ای انجام می‌شود. سرخرگ حلقوی چپ، بخش پشتی و تحتانی بطن چپ را تأمین خون می‌کند. سرخرگ کرونری راست خون‌رسانی به دهلیز راست، بطن راست و بخش‌های پایینی و خلفی بطن چپ را بر عهده دارد. این سرخرگ همچنین خون‌رسانی به گره دهلیزی-بطنی (در حدود ۹۰٪ افراد) و گره سینوسی-دهلیزی (در حدود ۶۰٪ افراد) را انجام می‌دهد. سرخرگ کرونری راست در شیاری در پشت قلب و سرخرگ نزولی پیشین چپ در شیاری در جلوی قلب قرار دارند. کالبدشناسی سرخرگ‌های خون‌رسان به قلب میان افراد تفاوت قابل توجهی دارد. این سرخرگ‌ها در دورترین انشعابات خود به شاخه‌های کوچک‌تری تقسیم می‌شوند که در لبه‌های هر ناحیه خون‌رسانی به یکدیگر متصل می‌شوند و یک شبکه خون‌رسانی ایجاد می‌کنند.
سینوس کرونری یک سیاهرگ بزرگ است که به دهلیز راست تخلیه می‌شود و بیشتر تخلیه سیاهرگی قلب را بر عهده دارد. این سینوس خون را از سیاهرگ قلبی بزرگ (خون را از دهلیز چپ و هر دو بطن جمع‌آوری می‌کند.)، سیاهرگ قلبی پشتی (خون را از پشت بطن چپ تخلیه می‌کند.)، سیاهرگ قلبی میانی (خون را از قسمت تحتانی بطن‌های چپ و راست تخلیه می‌کند.) و سیاهرگ قلبی کوچک دریافت می‌کند. سیاهرگ‌های قلبی پیشین خون را از قسمت جلویی بطن راست تخلیه کرده و به طور مستقیم وارد دهلیز راست می‌شوند.
شبکه‌های لنفی کوچکی به نام پلکسوس‌ها در زیر هر یک از سه لایه قلب وجود دارند. این شبکه‌ها به دو شاخه اصلی، یکی در سمت چپ و دیگری در سمت راست، تخلیه می‌شوند. این شاخه‌ها در شیار بین بطن‌ها که روی سطح قلب قرار دارد، حرکت کرده و در طول مسیر، رگ‌های کوچکتری را دریافت می‌کنند. این رگ‌ها سپس به شیار دهلیزی-بطنی منتقل شده و شاخه‌ای سوم را دریافت می‌کنند که بخشی از بطن چپ را که روی دیافراگم قرار گرفته است تخلیه می‌کند. رگ سمت چپ با این شاخه سوم یکی شده و در امتداد سرخرگ ریوی و دهلیز چپ حرکت کرده و در گره لنفی سطح نای به پایان می‌رسد. رگ سمت راست در امتداد دهلیز راست و بخشی از بطن راست که روی دیافراگم قرار دارد، حرکت می‌کند. معمولاً از جلوی آئورت صعودی عبور کرده و در نهایت به یک گره لنفی بازویی-سری ختم می‌شود.

### تامین عصبی

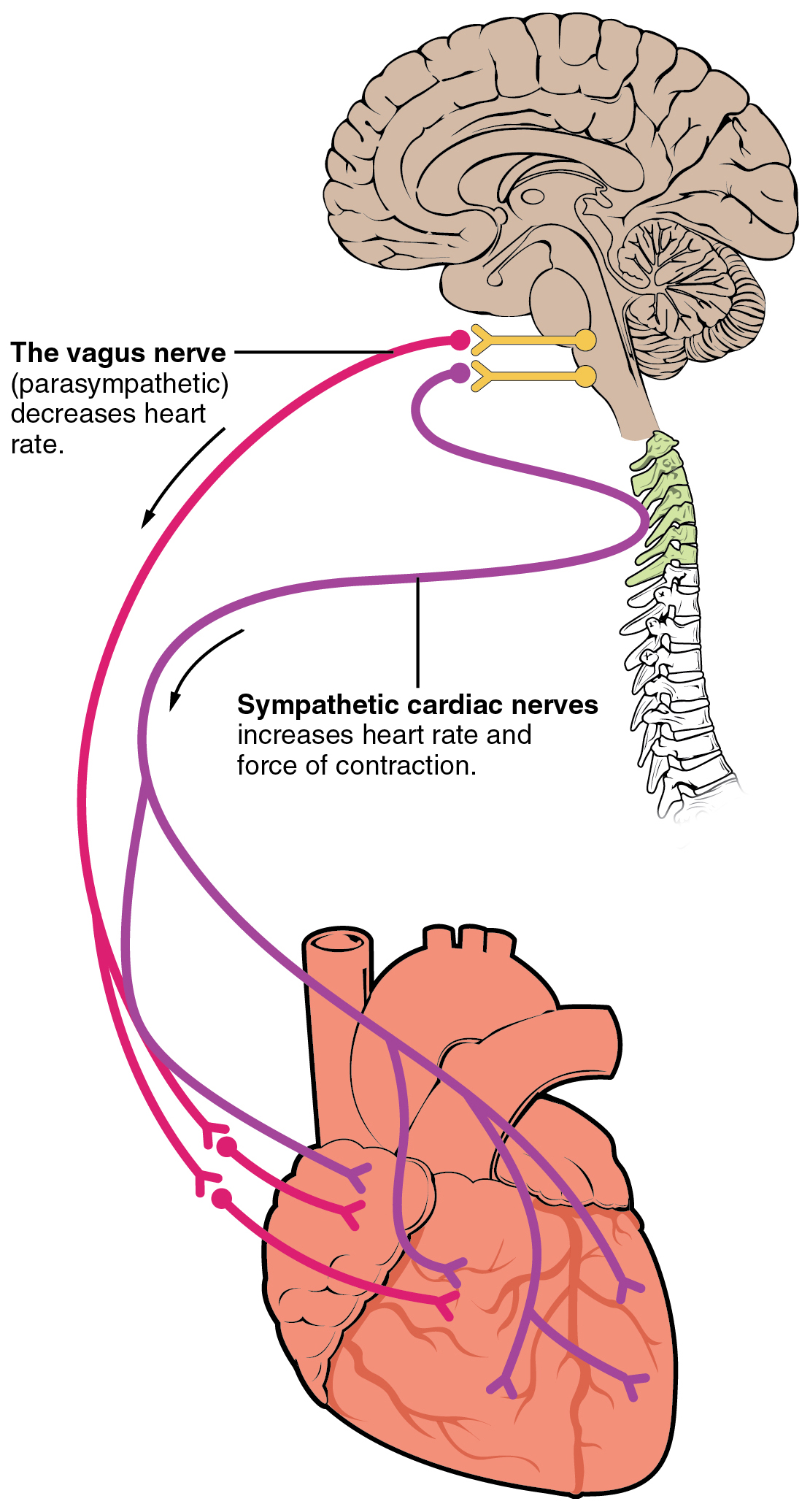
عصب‌دهی خودکار قلب

قلب سیگنال‌های عصبی را از عصب واگ و اعصاب منشعب از تنه سمپاتیک دریافت می‌کند. این اعصاب بر ضربان قلب تأثیر می‌گذارند اما کنترل کامل آن را بر عهده ندارند. همچنین اعصاب سمپاتیک بر قدرت انقباض قلب نیز تأثیر می‌گذارند. سیگنال‌هایی که از این اعصاب عبور می‌کنند از دو مرکز قلبی-عروقی جفتی در بصل النخاع منشأ می‌گیرند. عصب واگ که بخشی از دستگاه عصبی پاراسمپاتیک است، به کاهش ضربان قلب کمک می‌کند و اعصاب منشعب از تنه سمپاتیک به افزایش ضربان قلب منجر می‌شوند. این اعصاب شبکه‌ای را به نام شبکه عصبی قلبی تشکیل می‌دهند که در سطح قلب قرار دارد و سیگنال‌های لازم برای تنظیم عملکرد قلب را فراهم می‌کند.
عصب واگ یک عصب بلند و سرگردان است که از ساقه مغز منشأ می‌گیرد و تحریکات پاراسمپاتیک را به تعداد زیادی از اندام‌های قفسه سینه و شکم، از جمله قلب، منتقل می‌کند. اعصاب منشعب از تنه سمپاتیک از طریق گانگلیون‌های سینه‌ای تی۱–تی۴ خارج شده و به گره سینوسی-دهلیزی، گره دهلیزی-بطنی و همچنین به دهلیزها و بطن‌ها منتقل می‌شوند. بطن‌ها به‌طور قابل توجهی بیشتر از دهلیزها توسط فیبرهای سمپاتیک نسبت به فیبرهای پاراسمپاتیک عصب‌دهی می‌شوند. تحریک سمپاتیک منجر به آزادسازی انتقال‌دهنده عصبی نوراپی‌نفرین (همچنین شناخته شده با عنوان نورآدرنالین) در محل تماس عصبی-ماهیچه‌ای اعصاب قلبی می‌شود. این تحریک باعث کوتاه‌تر شدن دوره دِپولاریزاسیون مجدد شده و در نتیجه سرعت دپولاریزاسیون و انقباض قلب افزایش می‌یابد که به افزایش ضربان قلب منجر می‌شود. این تحریک، کانال‌های شیمیایی یا لیگاندی سدیم و کلسیم را باز می‌کند که منجر به ورود یون‌های مثبت به داخل سلول می‌شود. نوراپی‌نفرین به گیرنده بتا–۱ متصل می‌شود و اثرات خود را اعمال می‌کند.

## فیزیولوژی

### فیزیولوژی عضله قلبی
قلب از سه نوع عمده عضلهٔ قلبی تشکیل شده است:
- عضله دهلیزی
- عضله بطنی
- فیبرهای عضلانی تخصص عمل یافته تحریکی – هدایتی

قلب، خون را از طریق سیستمِ گردشِ خون پمپاژ می‌کند. خونی که دارای اکسیژن اندکی باشد، از طریق بزرگ‌سیاهرگ زبرین و بزرگ‌سیاهرگ زیرین واردِ دهلیزِ راست می‌شود و بعد به بطن راست می‌رود. این خون، از این‌جا به گردش خون ریوی جریان می‌یابد و از طریق ریه‌ها اکسیژن دریافت می‌کند و دی‌اکسید کربن را پس می‌دهد. خون دارای اکسیژن بعد از آن وارد دهلیز چپ می‌شود و از آن‌جا به بطن چپ می‌رود و از طریق آئورت به گردش خون سیستمیک انتقال می‌یابد که در این روند اکسیژن آن مصرف می‌شود و به‌صورت دی‌اکسید کربن با سوخت‌وساز همراه می‌گردد.
معمولاً با هر تپش قلب، بطن راست همان قدر خون را واردِ ریه‌ها می‌کند که بطن چپ خون را به سراسر بدن می‌فرستد. سیاهرگ‌ها خون را به قلب منتقل می‌نمایند، درحالی‌که سرخرگ‌ها، خون را از قلب خارج می‌سازند. سیاهرگ‌ها معمولاً فشار کم تری در مقایسه با سرخرگ‌ها دارند. قلب هنگام استراحت با ضربان حدود ۷۲ بار در دقیقه می‌تپد. فعالیت، این تعداد را افزایش می‌دهد، با افزایش تعداد ضربان قلب زمان دیاستول بیشتر از زمان سیستول کم می‌شود و در طولانی‌مدت، میزان استراحت قلب را کمتر می‌نماید و این مسئله برای سلامت قلب خوب است.

### صداهای قلب
صداهای قلب به دو دسته با نام‌های پوم که صدای اولی ست که شنیده می‌شود و قوی و گنگ و طولانی است گفته می‌شود و دسته دوم با نام تاک که واضح و کوتاه است گفته می‌شود.
پوم حاصل بسته شدن دریچه‌های دو لختی و سه لختی قلب است که بین دهلیز و بطن قرار دارد و تاک حاصل بسته شدن دریچه‌های سینی است که در ابتدای سرخرگ‌های قلب وجود دارد.

## اهمیتِ بالینی

### بیماری‌ها
بیماری‌های قلب و عروقی (CVD) معمول‌ترین عامل مرگ در جهان در سال ۲۰۰۸ بودند که باعث ۳۰ درصد از موارد مرگ شدند. از این میزان بیش از سه چهارم به‌خاطر بیماری شریان‌های کرونری و سکته بوده است. عوامل خطر شامل مواردی همچون: سیگار کشیدن، اضافه وزن داشتن، عدم فعالیت‌های ورزشی کافی، کلسترول بالا، فشار خون بالا، نوعی دیابت که به شکلی ضعیف کنترل شده و موارد دیگر می‌شود. تشخیص بیماری قلبی عروقی اغلب با شنیدن صداهای قلبی با گوشی پزشکی، نوار قلب یا با اکوکاردیوگرام صورت می‌گیرد. بیماری‌های مرتبط با قلب اصولاً با متخصصان قلب درمان می‌شود، هرچند که بسیاری از متخصصان پزشکی دیگر نیز ممکن است در حل این مسئله کمک کنند.
متخصّصان اعتقاد دارند بیماریِ سرطان صرف‌نظر از این‌که فرد مبتلا اقدام به درمان دارویی کرده باشد یا خیر، می‌تواند به عضلات قلب آسیب برساند. شیمی‌درمانی به‌طور بالقوه موجب مسمومیت قلب می‌شود و بیماران سرطانی را در برابر اختلالات قلبی از جمله ایست قلبی یا ایسکمی میوکارد آسیب‌پذیر می‌کند ضمن این‌که رشد خود تومور نیز می‌تواند موجب آسیب بافت قلب شود.

## عصب‌دهی قلب
قلب یک عضو چهارحفره‌ای عضلانی است که ۱ درصد سلول‌هایش خاصیت خودتحریکی دارند و دارای سیستم هدایت خودکار است. این عضو دارای سلول‌های ماهیچهٔ قلبی (کاردیومیوسیت‌ها) تخصص‌یافته و فیبرهای هدایتی هست که انقباض ریتمیک را شروع می‌کنند. قلب در ۲۱–۲۲ روزگی در جنین انسان شروع به تپش می‌کند و نمو قلب ۵۰ روز طول می‌کشد. در روز هشتم جنینی در موش (معادل هفته سوم در انسان)، قلب از یک لوله اولیه قلبی تشکیل شده است. این لوله توخالی شامل دو لایه است: کاردیومیوسیت‌ها در خارج و سلول‌های اندوتلیال در داخل. بین این دو لایه، بالشت قلبی وجود دارد. در این مرحله هنوز اعصاب خودکار (اتونومیک) قلبی نمو پیدا نکرده است و خون در سرتاسر جنین به وسیلهٔ امواج انقباضی پیش‌برنده (پریستالتیک)، پمپ می‌شود. این حرکات پریستالتیک از قسمت دم قلبی شروع می‌شود. با ادامهٔ تکوین، لوله قلبی طویل‌تر شده و یک لوپ به سمت راست تشکیل می‌دهد. سلول‌های اندوکاردیال به سلول‌های مزانشیمی تبدیل شده و بین دو لایه مهاجرت می‌کنند و بالشت قلبی را می‌پوشانند. برای تشکیل لایهٔ سوم قلبی، لولهٔ قلب توسط لایهٔ اپی‌کاردیومی پوشیده می‌شود. سلول‌های اولیهٔ اپی‌کاردیومی در روز نهم جنینی در موش (تقریباً هفته چهارم در انسان)، درون ارگان پیش اپی‌کاردیومی (یک دسته سلول شبیه گل کلم در قاعدهٔ لوله قلبی) یافت می‌شوند. این سلول‌ها به سمت لوله قلب مهاجرت کرده و قلب را می‌پوشانند. در روز دوازدهم جنینی در موش، پوشش هیپوکاردیومی کامل می‌شود. در این زمان، مهاجرت سلول‌های ستیغ عصبی در نمو عصب‌دهی قلبی نقش دارد. سلول‌های ستیغ عصبی گروهی از سلول‌های مهاجر هستند که در همهٔ مهره‌داران یافت می‌شود و قادر به تبدیل به انواع بافت از جمله ماهیچه صاف، سلول‌های عصبی (نورون‌ها) و سلول‌های گلیال و غیره‌اند. کنده شدن سلول‌های ستیغ عصبی و مهاجرت آن‌ها از لوله عصبی به کمک تغییرات در چسبندگی سلول‌ها رخ می‌دهد که شامل کاهش مقدارمولکول چسبندگی سلول عصبی و N- کادهرین است.
در طولِ نمو قلبی، حرکات پریستالتیک به‌وسیلهٔ انقباض هماهنگ، توسط گره سینوسی- دهلیزی جایگزین می‌شود.
مراحلِ نموِ اعصابِ قلب به این ترتیب است:
1. مهاجرت نورال کرست سل‌ها به پشت آئورت
2. تمایز آن‌ها به سلول عصبی
3. تجمّع سلول‌های عصبی برای تشکیل گانگلیا
4. گسترش پایانه آکسون به بافت قلبی

لازم است ذکر شود که عصب‌دهی پاراسمپاتیک قبل از سمپاتیک انجام می‌شود.
پروتئین ریخت‌زایی استخوان که توسط سلول‌های اپی‌کاردیومی ترشح می‌شوند، سبب تمایز سلول‌های عصبی به سمپاتیک و پاراسمپاتیک می‌شوند.
فاکتور نوروتروفیک مشتق از رده سلولی گلیال، نورتورین و آرتمین از جمله فاکتورهای نوروتروفیک برای تمایز نورونهای پاراسمپاتیک قلبی می‌باشند. نورونهای پاراسمپاتیک وقتی به قلب می‌رسند تشکیل عقده (گانگلیا) را می‌دهند و از اینجا سلولهای عصبی پس عقده ای (پس گانگلیونی) منشأ می‌گیرند و این در حالیست که سلول‌های عصبی پس گانگلیونی سمپاتیکی از تنه سمپاتیکی در خارج از قلب منشأ می‌گیرند.
فاکتور رشد عصبی، نوروتروفین- ۳ و نوروتروفین ۴ و ۵ از جمله فاکتورهای نوروتروفیک هستند که عصب‌دهی سمپاتیک را تنظیم می‌کنند و سبب افزایش تراکم عصبدهی آن می‌شوند. اندوتلین - ۱ که از اندوتلیوم وریدی ترشح می‌شود نیز سبب افزایش بیان فاکتور رشد عصبی می‌شود. این در حالیست که فاکتور سمافورین- ۳ تراکم عصبدهی آن را کاهش می‌دهد. به این ترتیب گرادیان عصبدهی سمپاتیک از اپی کاردیوم به اندوکاردیوم شکل می‌گیرد.
بدین ترتیب اعصاب خودمختار قلبی، ضربان قلب را تنظیم می‌کنند. تحت شرایط پاتولوژیک، تراکم فیبرهای عصبی، تغییر یافته و منجر به فعالیت زیاد (عصب‌دهی زیاد) یا خیلی کم (عصب‌دهی کم) در قلب می‌شود.
تحریک نامنظم قلبی در بیماری فیبریلاسیون دهلیزی، سبب تحریک اندوتلین- ۱ شده و بیان فاکتور رشد عصبی را بالا می‌برد؛ که این عمل، سبب افزایش عصب‌دهی سمپاتیک می‌شود.